# Centrul istoric din Sighetu Marmației

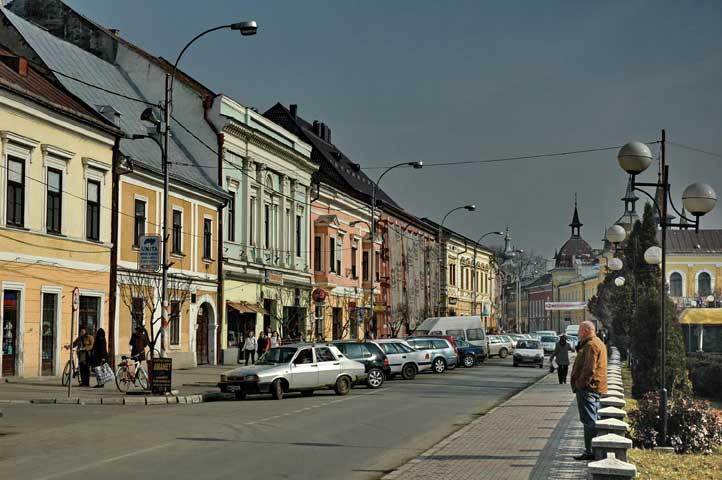
Centrul istoric al orașului Sighetu Marmației

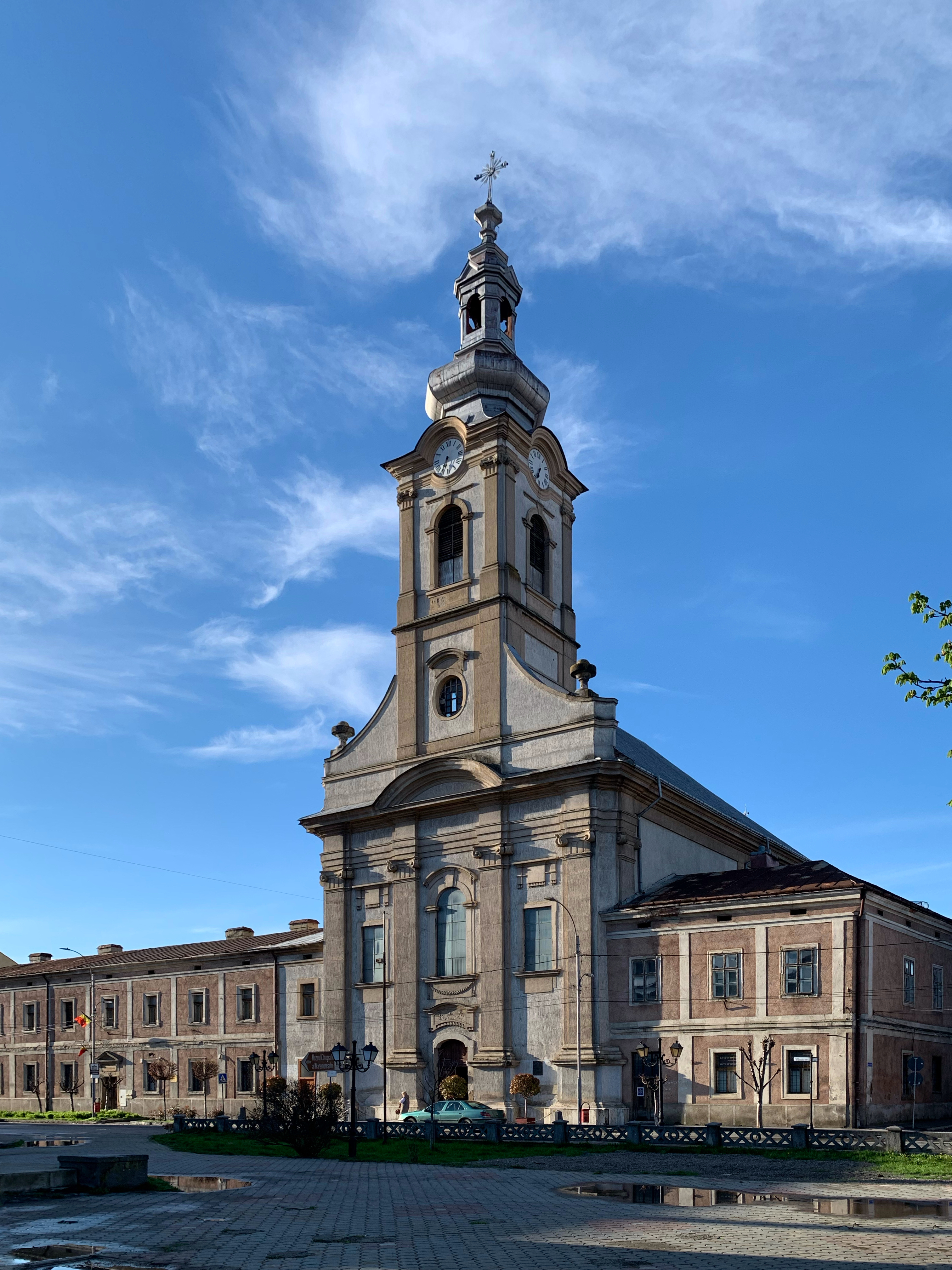
Mănăstirea Piariștilor

Centrul istoric din Sighetu Marmației este un monument istoric și de arhitectură din secolele XVIII-XX. 
Majoritatea clădirilor au fost construite în perioada în care Sighetul a fost reședința comitatului Maramureș din Imperiul Austriac respectiv Imperiul Austro-Ungar. În piața centrală se află mai multe edificii religioase, precum și fostele sedii de instituții ale administrației austriece respectiv austro-ungare. Centrul istoric este clasat ca monument istoric, cu codul LMI  MM-II-a-A-04666.
Clădirea fostei prefecturi a comitatului Maramureș a fost ridicată, într-o primă fază, în anii 1690-1691. Conține elemente arhitecturale ale stilului baroc și eclectic, iar fațada are un caracter neoclasic, cu coloane și fronton triunghiular. În 1948, după desființarea județului Maramureș (interbelic) și mutarea reședinței județene la Baia Mare, edificiul a fost transformat în liceu industrial. Ulterior, în urma unui proiect de restaurare (socotit azi ca fiind neinspirat), s-a modificat atât structura acesteia, cât și destinația, devenind complex comercial. 
O altă clădire veche din centrul istoric al Sighetului este sediul actual al Muzeului Maramureșului, care a adăpostit inițial o mănăstire catolică (1730-1775). A mai servit și ca școală piaristă. Stilul baroc este evident. Scările sunt acoperite cu o structură de bolți și arcuri, iar treptele, realizate din lemn, sunt originale. Deasupra ușii de la intrare este o placă de piatră cu o inscripție în limba latină.
Casa cu cariatide a fost construită în 1890, în stil eclectic. În prezent, la parter își desfășoară activitatea una dintre librăriile sighetene.
Imobilul destinat Tribunalului Comitatens (1893-1895) a funcționat ca spital militar în timpul celui de-al Doilea Război Mondial. În momentul de față, aici își are sediul primăria municipală (1948). În stilul arhitectonic se regăsesc elemente renascentiste clasiciste. Poarta este protejată de un balcon sprijinit pe patru coloane dorice, care se continuă cu câte o urnă de piatră.
Clădirea Școlii Generale Nr. 2 (1902) „este una dinte cele mai curate lucrări în stil Seccesion din Sighet. Se remarcă aticul «dantelat», decorațiile de ceramică arsă verde, reprezentând motive florale”.
Situat la intersecția străzilor Iuliu Maniu și Mihai Viteazul, fostul sediu al Băncii Naționale Române (1911) are o notă profundă de specificitate prin teșirea colțului la un unghi de 45 de grade. Ușa sculptată de la intrare, gardul din fier forjat care închide curtea, dar și numeroasele decorații (ghirlande, volute), o definesc drept una dintre cele mai frumoase clădiri din oraș.
Palatul Cultural ASTRA a fost construit în 1913, la inițiativa Asociațiunii pentru Cultura Poporului Român din Maramureș. La parter funcționa un restaurant, la etajul I - un cazinou, iar la etajul II - sediul muzeului. În prezent, este cu adevărat un palat cultural, adăpostind Casa de Cultură, Școala Populară de Artă și Biblioteca municipală „Laurențiu Ulici”.
Centrul Sighetului este o valoroasă rezervație de arhitectură, specifică unei capitale din Transilvania secolului al XIX-lea. Dincolo de fațadele prăfuite de azi, se ghicesc ușor strălucirea și fastul de altădată. Nu a fost niciodată un burg cosmopolit, însă Sighetul funcționa, până în a doua jumătate a secolului al XX-lea, ca singura localitate urbană din Maramureșul istoric, motiv pentru care, până târziu, locuitorii satelor riverane îl numeau simplu „Oraș” (cf. Al. Filipașcu, 1940).

## Galerie de imagini

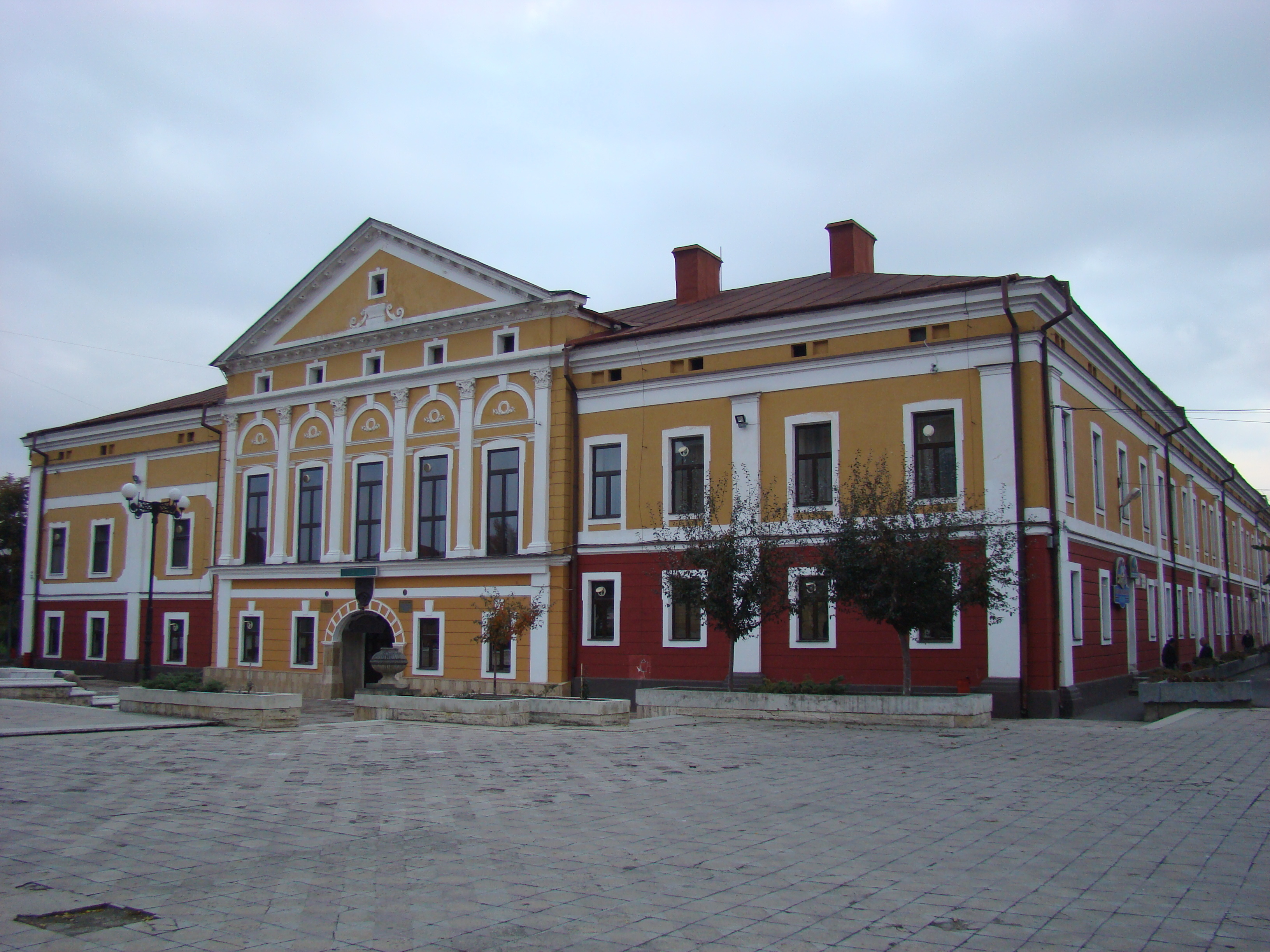
Fostul sediu al comitatului Maramureș, apoi al județului Maramureș (interbelic)
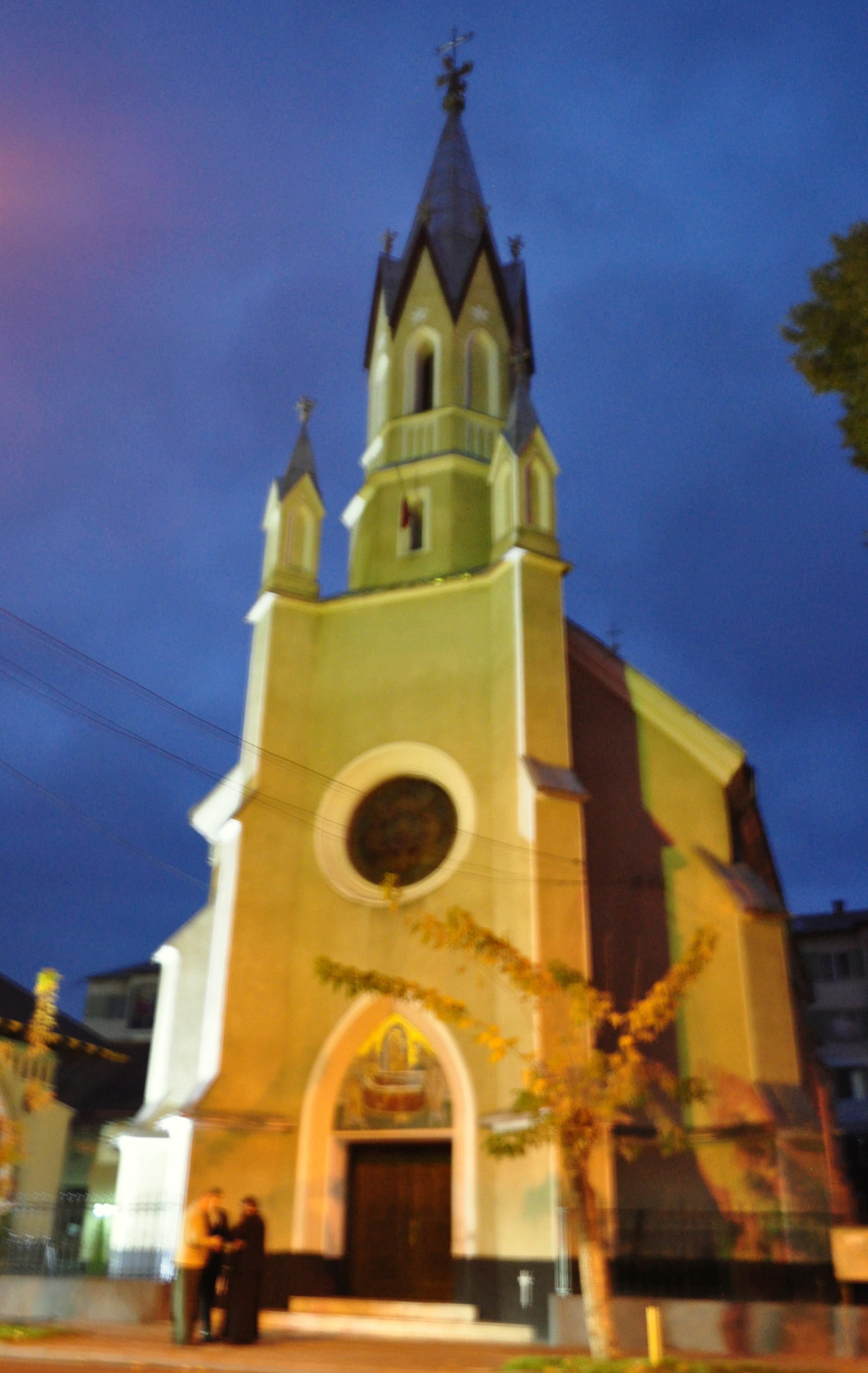
Biserica Adormirea Maicii Domnului, fostă biserică protopopială a Bisericii Române Unite cu Roma (secolul al XIX-lea)
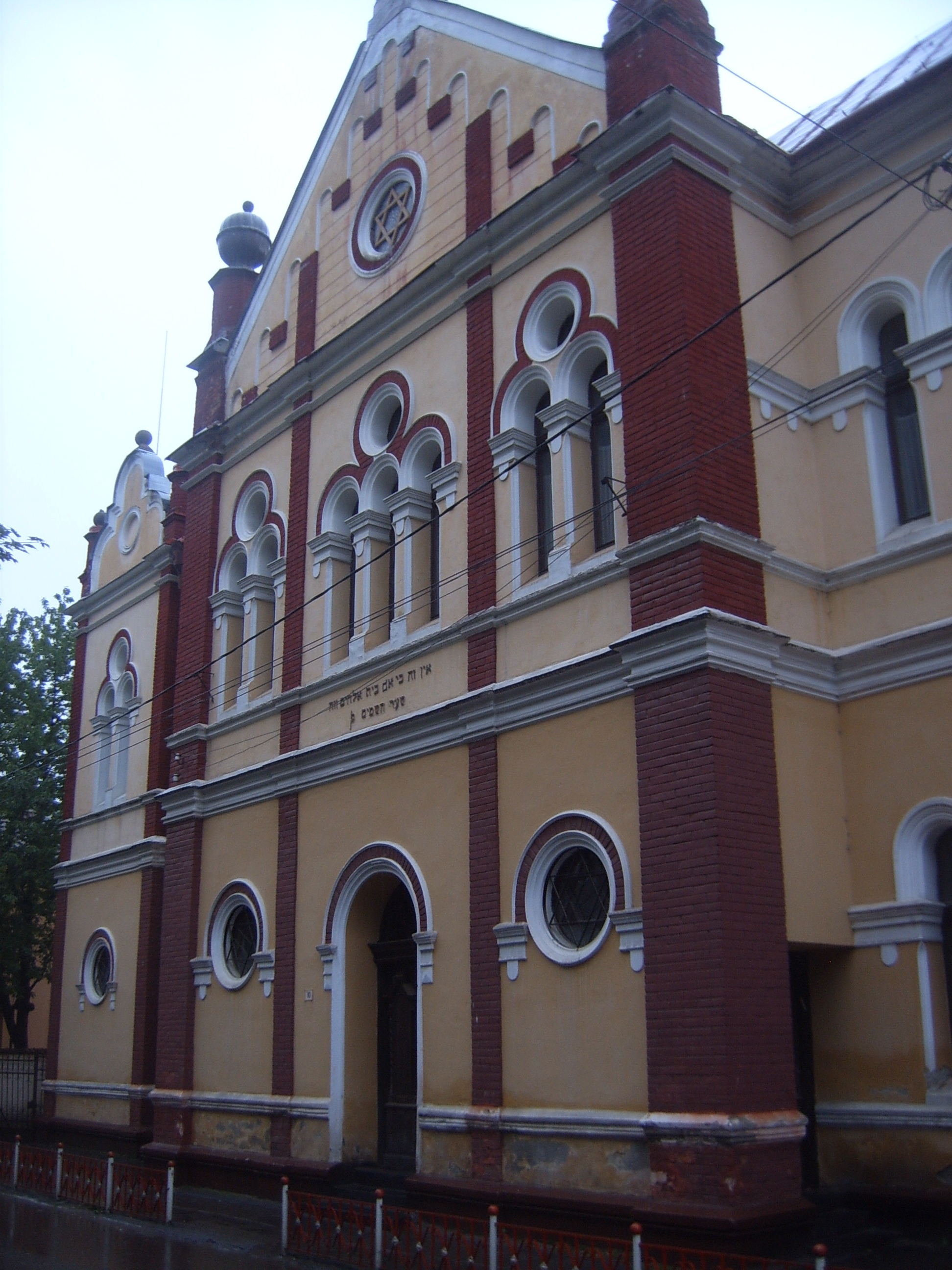
Sinagoga din Sighet (secolul al XIX-lea)